# Gheorghi Dimitrov

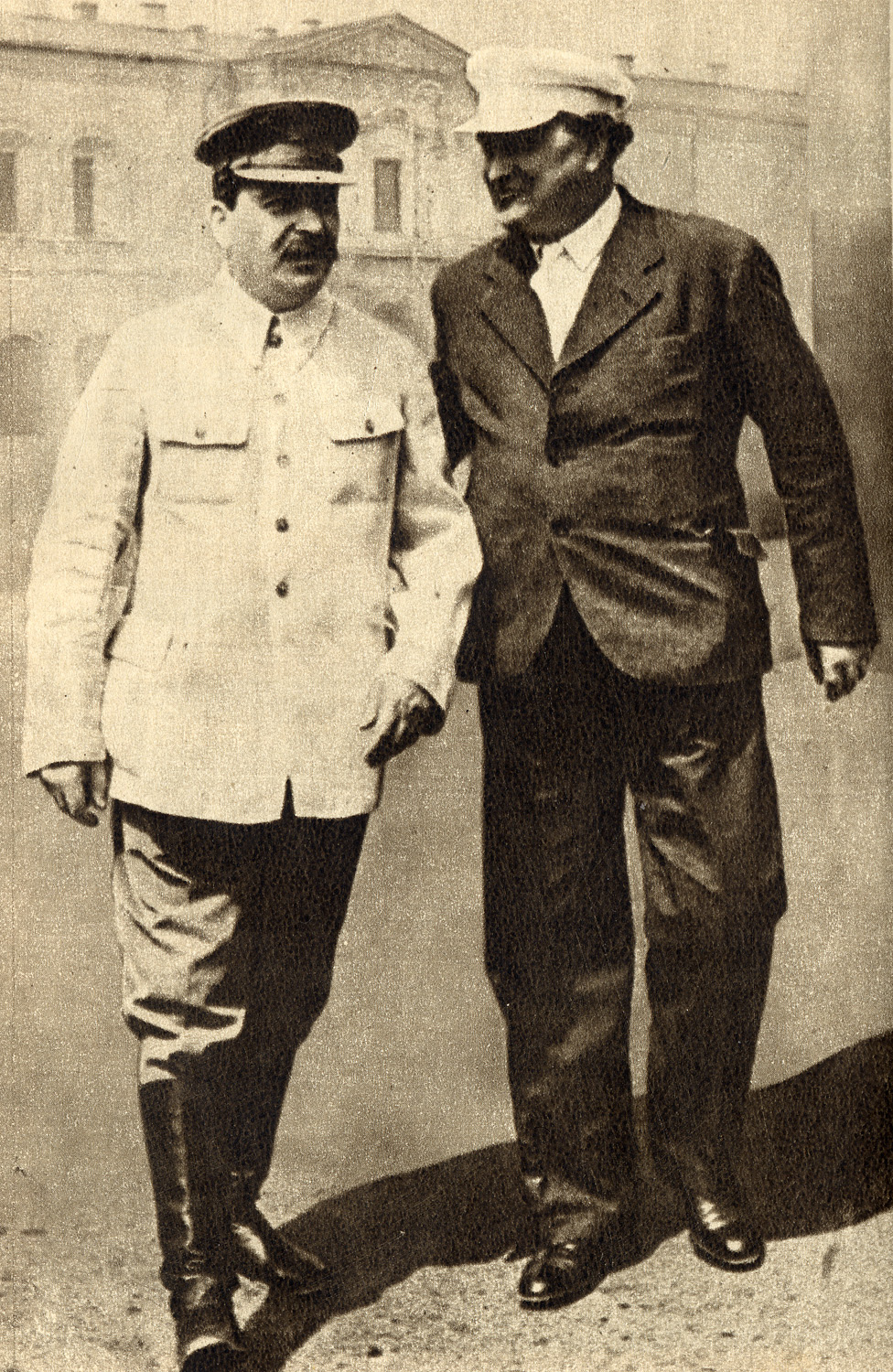
Gheorghi Dimitrov (dreapta), împreună cu Stalin în 1936

Gheorghi Mihailov Dimitrov (în bulgară Георги Димитров Михайлов), în rusă Георгий Михайлович Димитров) (n. (18 iunie 1882 - d. 2 iulie 1949) a fost un politician bulgar, lider al partidului comunist și din principalii activiști ai Cominternului. A fost primul ministru al Bulgariei între anii 1945-1949.
A fost arestat de naziști, sub acuzația de implicare în incendierea Reichstagului în 27 februarie 1933, dar a fost achitat în procesul de la Leipzig în septembrie-decembrie 1933.